# 十二の巻
十二の巻 Haworthia fasciata はアロエに近縁な小型の多肉植物であるハオルシア属の植物。その葉には白い横縞模様があり、美しい。この属のものでは最も広く普及している。

## 特徴
常緑性の草本で多肉植物。茎はなく、根生する多数の葉がロゼットを構成する。ロゼットの径は8-10cm。葉の長さは5-7cm、葉の幅は1-1.3cm。三角状披針形でほぼ立つ。その先端は尖り、表面は平坦だが先端近くでは縁が内に巻き、裏面は強く膨らんでいる。または裏の表面には多数の結節があり、それが左右に連なって横線状の隆起を作る。この隆起は白いので、白い横縞模様が多数あるような姿になる。
花は細長い花茎の上に5-10花をつける。
日本で栽培されているものについては一般には上記の学名を当てるが、実は H. attenuata かその改良種ではないかとの説もある。属内の分類では subgenus Hexangulares に含まれるとされる。

## 分布
原産地は南アフリカのケープ州。

## 利用
観賞用に栽培される。この属のものは硬葉系と軟葉系に分けられるが、本種は硬葉系の代表的なものである。日本への渡来は昭和初期とされ、その普及の程度は「今や多肉植物としてではなく一般観葉植物として市場価値が高い」と書かれるほど。実生から葉の模様の美しいものが選抜されている。

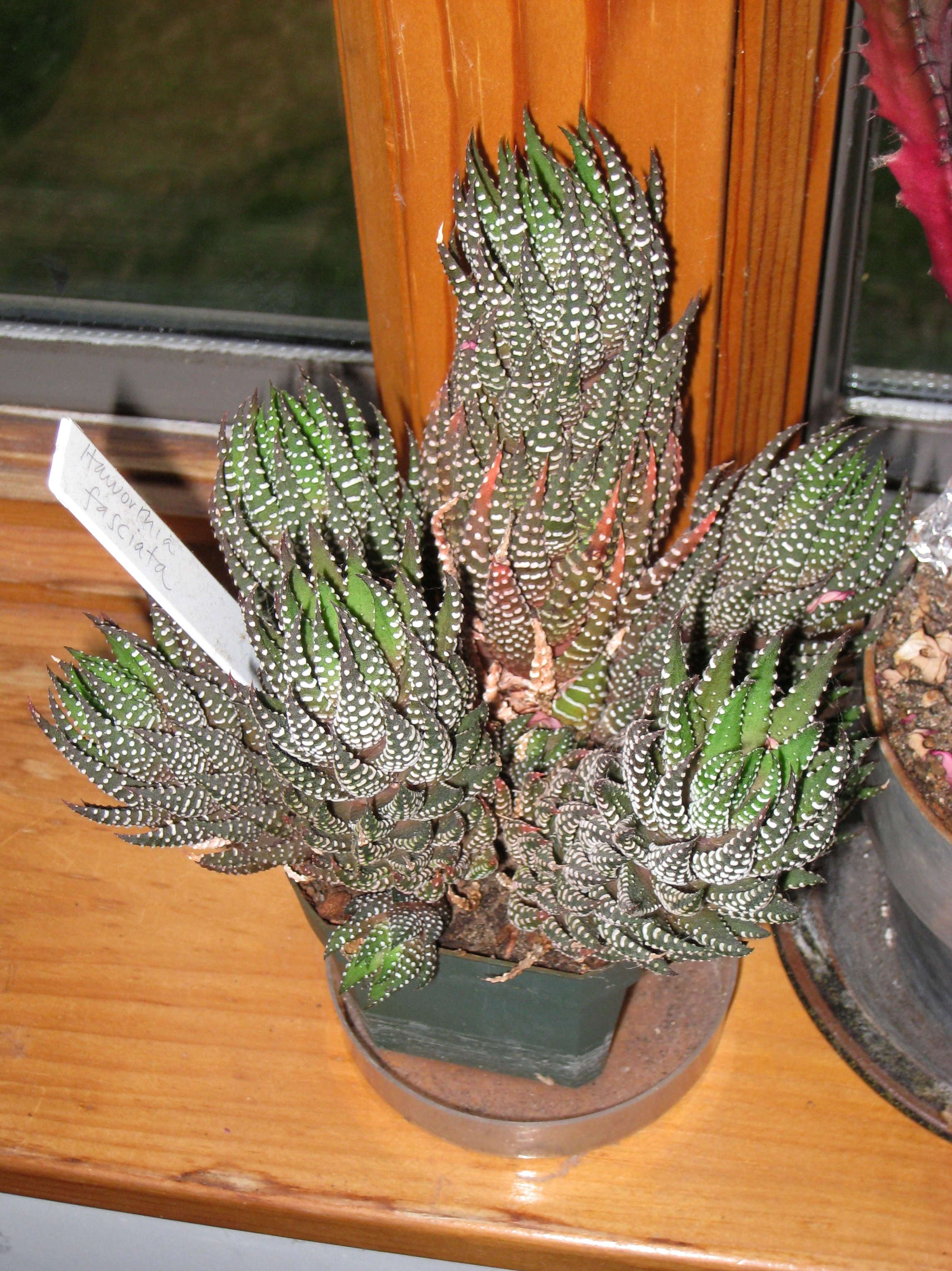
鉢植えの大株
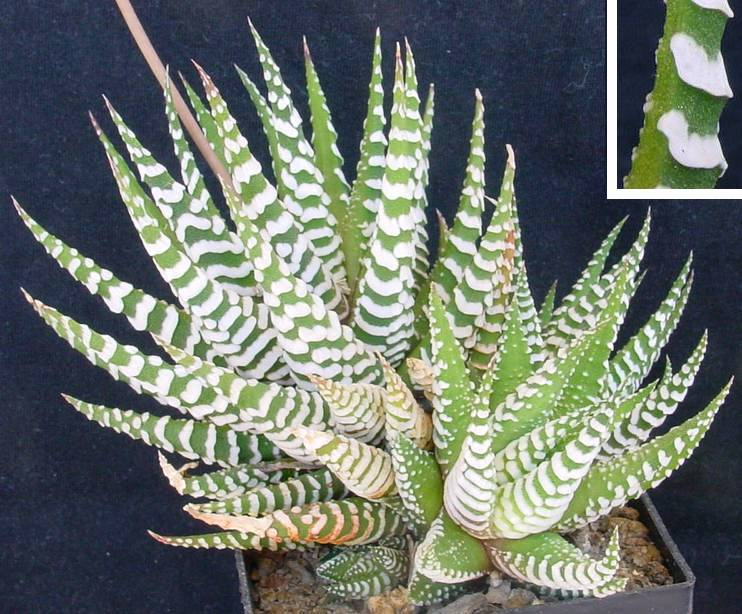
H. attenuata